# Pisione subulata
Pisione subulata är en ringmaskart som beskrevs av Yamanishi 1992. Pisione subulata ingår i släktet Pisione och familjen Pisionidae. Inga underarter finns listade i Catalogue of Life.